# Cuisinette
Pour les articles homonymes, voir Cuisine américaine.
 (juillet 2023).
- Si vous ne connaissez pas le sujet, laissez ce bandeau (vous pouvez alors contacter les auteurs).
- Si vous supprimez le contenu mis en cause (vous pouvez préalablement contacter les auteurs),

argumentez précisément cette suppression dans la page de discussion
(un manque de référence n'est pas un argument ; une recherche réelle de référence doit avoir été effectuée, être formellement documentée).

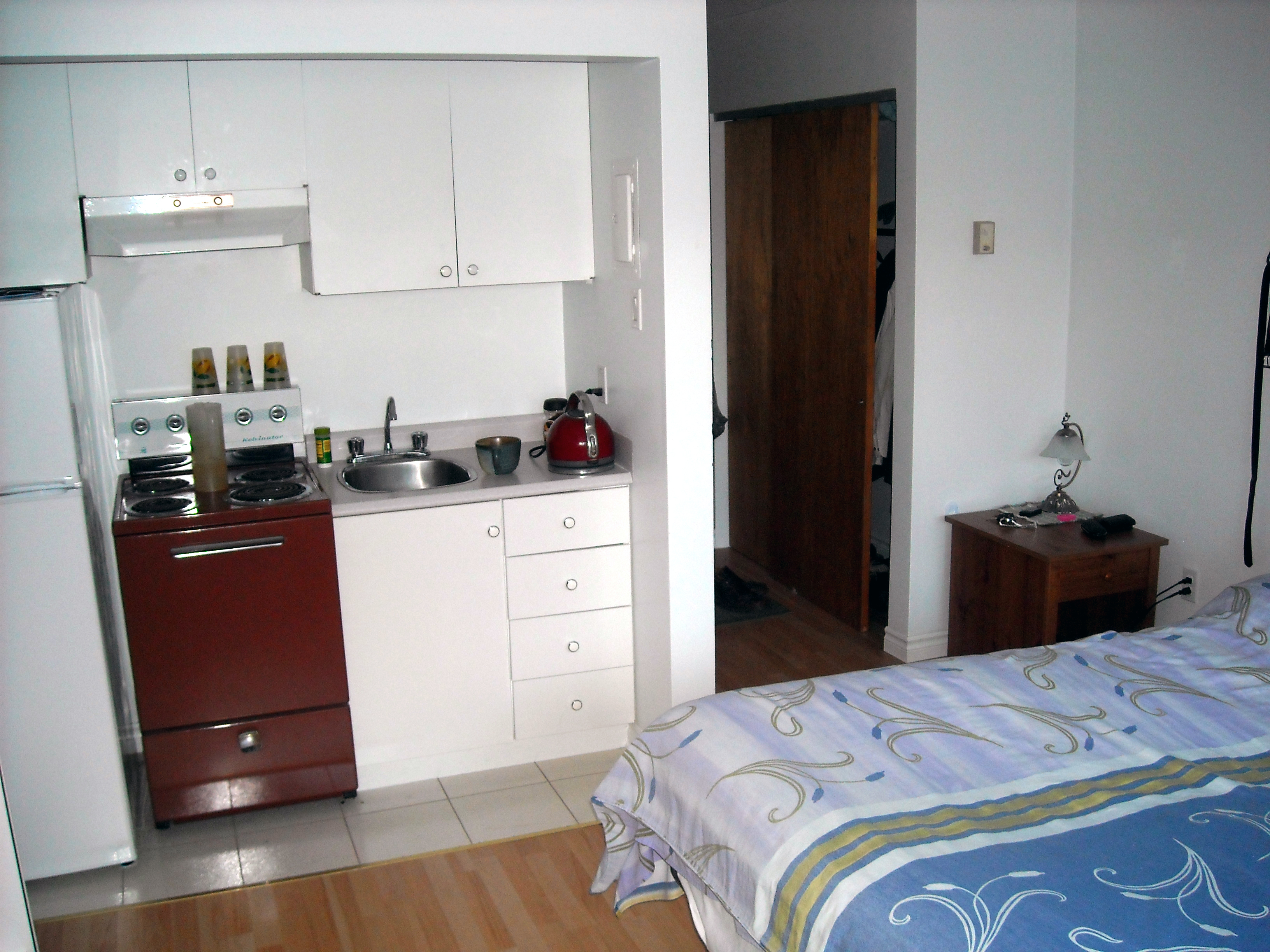
Une cuisinette intégrée à une chambre à coucher.

Une cuisinette, une kitchenette, une cuisine ouverte ou une cuisine américaine est une cuisine dont l'agencement et l'aménagement lui permettent de s'intégrer à une pièce plus grande, généralement une salle à manger, une salle de séjour ou une chambre à coucher.

## Description
Celle-ci offre plus de convivialité en permettant à la personne qui cuisine de ne pas rester confinée dans une pièce encloisonnée, restant ainsi à l'écart de ses hôtes et des autres membres de la famille.
La cuisine américaine n'est donc pas séparée des autres « pièces de vie » par un mur, fût-il percé par un passe-plat, mais seulement par un plan de travail, reposant sur des éléments de cuisine équipée ou un muret, pouvant faire office de comptoir de bar du côté de la pièce principale.
La réhabilitation des logements anciens en centres-villes, dont les surfaces sont généralement réduites, est parfois accompagnée de la création de ce type d'aménagement. Nécessitant peu d'espace et de cloisons, les cuisines américaines sont fréquentes dans les appartements d'une seule pièce (on parle alors souvent de « kitchenette »), et de plus en plus fréquemment installées dans les logements récents, permettant d'économiser de l'espace comparativement à un salon et une cuisine séparés. La mode des lofts, visant à supprimer le plus de cloisons possible, suit la même tendance.

## Exemples
Les « Kitchenette » ou « cuisinette »  sont des « mini-cuisines », qui équipent la plupart des locations d'hébergement touristique que sont les habitations légères de loisirs comme la « tente prête à vivre », le « mobilhome », le « bungalow » ou le « chalet » ou encore la chambre d'hôtel.
On trouve des kitchenettes dans les équipements :
- des campings et hôtelleries de plein air ;
- des gîtes ruraux et meublés de tourisme ;
- des parcs résidentiels de loisirs ;
- des résidences de tourisme ;
- de tourisme fluvial ;
- des villages vacances.

## Sources
1. ↑  « Définitions : cuisinette - Dictionnaire de français Larousse », sur larousse.fr (consulté le 17 août 2020).